# Мартин Хансен
Мартин Хансен (на английски: Martin Hansen) е шведски певец, китарист, композитор и музикален продуцент.
Известен е със сътрудничеството си с Микаел Норд. Те са собственици на музикалното студио NordHansen Studio, което се намира в Брома, Стокхолм, където работят заедно като продуценти след 1997 г. и издават 3 албума за финландската рок група „Расмус“ и Ана Джонсън за хит сингъла „We Are från“, както и саундтрака към Спайдър-Мен 2.
Хансен започва кариерата си в началото на 1990, като певец и китарист в местни групи в Гьотеборг. Учи от 1996 до 1998 в Техническия университет в Лулео, където получава бакалавърска степен в аудио техниката. Среща се с Микаел Норд Андерсън в края на 1997 г. и започват да работят заедно в музикалната продукция. Първата им работа е да създадат албум One за Софи Бонде.